# پلایسه
پلایسه رودی است به وایسه الستر می‌ریزد. این رود از کشور آلمان می‌گذرد.